# Ciry-le-Noble
Ciry-le-Noble est une commune française située dans le département de Saône-et-Loire, en région Bourgogne-Franche-Comté.
La commune est située au cœur d'un important bassin houiller exploité dès le Moyen Âge, mais de façon industrielle à partir du XIXe siècle et ce jusqu'en 2000, permettant l'essor de l'industrie sidérurgique et mécanique dans la région.

## Géographie
Le bourg se place au bord du canal du Centre, et est situé entre Paray-le-Monial et Montceau-les-Mines, reliés par la RN 70. Mais le territoire communal est très étendu et regroupe de nombreux hameaux.

### Géologie
La commune repose sur le bassin houiller de Blanzy daté du Stéphanien (daté entre -307 et -299 millions d'années).

### Climat
Pour des articles plus généraux, voir Climat de la Bourgogne-Franche-Comté et Climat de Saône-et-Loire.
En 2010, le climat de la commune est de type climat océanique dégradé des plaines du Centre et du Nord, selon une étude du Centre national de la recherche scientifique s'appuyant sur une série de données couvrant la période 1971-2000. En 2020, Météo-France publie une typologie des climats de la France métropolitaine dans laquelle la commune est exposée à un climat océanique altéré et est dans la région climatique Centre et contreforts nord du Massif Central, caractérisée par un air sec en été et un bon ensoleillement.
Pour la période 1971-2000, la température annuelle moyenne est de 10,8 °C, avec une amplitude thermique annuelle de 17 °C. Le cumul annuel moyen de précipitations est de 830 mm, avec 10,9 jours de précipitations en janvier et 7,5 jours en juillet. Pour la période 1991-2020, la température moyenne annuelle observée sur la station météorologique de Météo-France la plus proche, « La Guiche », sur la commune de La Guiche à 13 km à vol d'oiseau, est de 10,9 °C et le cumul annuel moyen de précipitations est de 963,4 mm. 
La température maximale relevée sur cette station est de 39,3 °C, atteinte le 25 juillet 2019 ; la température minimale est de −19,5 °C, atteinte le 16 janvier 1985,,.
Les paramètres climatiques de la commune ont été estimés pour le milieu du siècle (2041-2070) selon différents scénarios d'émission de gaz à effet de serre à partir des nouvelles projections climatiques de référence DRIAS-2020. Ils sont consultables sur un site dédié publié par Météo-France en novembre 2022.

## Urbanisme

### Typologie
Au 1er janvier 2024, Ciry-le-Noble est catégorisée commune rurale à habitat dispersé, selon la nouvelle grille communale de densité à sept niveaux définie par l'Insee en 2022.
Elle est située hors unité urbaine. Par ailleurs la commune fait partie de l'aire d'attraction de Montceau-les-Mines, dont elle est une commune de la couronne,. Cette aire, qui regroupe 22 communes, est catégorisée dans les aires de 50 000 à moins de 200 000 habitants,.

### Occupation des sols
L'occupation des sols de la commune, telle qu'elle ressort de la base de données européenne d’occupation biophysique des sols Corine Land Cover (CLC), est marquée par l'importance des territoires agricoles (78,7 % en 2018), une proportion sensiblement équivalente à celle de 1990 (79 %). La répartition détaillée en 2018 est la suivante : prairies (60,6 %), zones agricoles hétérogènes (17,3 %), forêts (15,7 %), zones urbanisées (5,6 %), terres arables (0,8 %). L'évolution de l’occupation des sols de la commune et de ses infrastructures peut être observée sur les différentes représentations cartographiques du territoire : la carte de Cassini (XVIIIe siècle), la carte d'état-major (1820-1866) et les cartes ou photos aériennes de l'IGN pour la période actuelle (1950 à aujourd'hui).

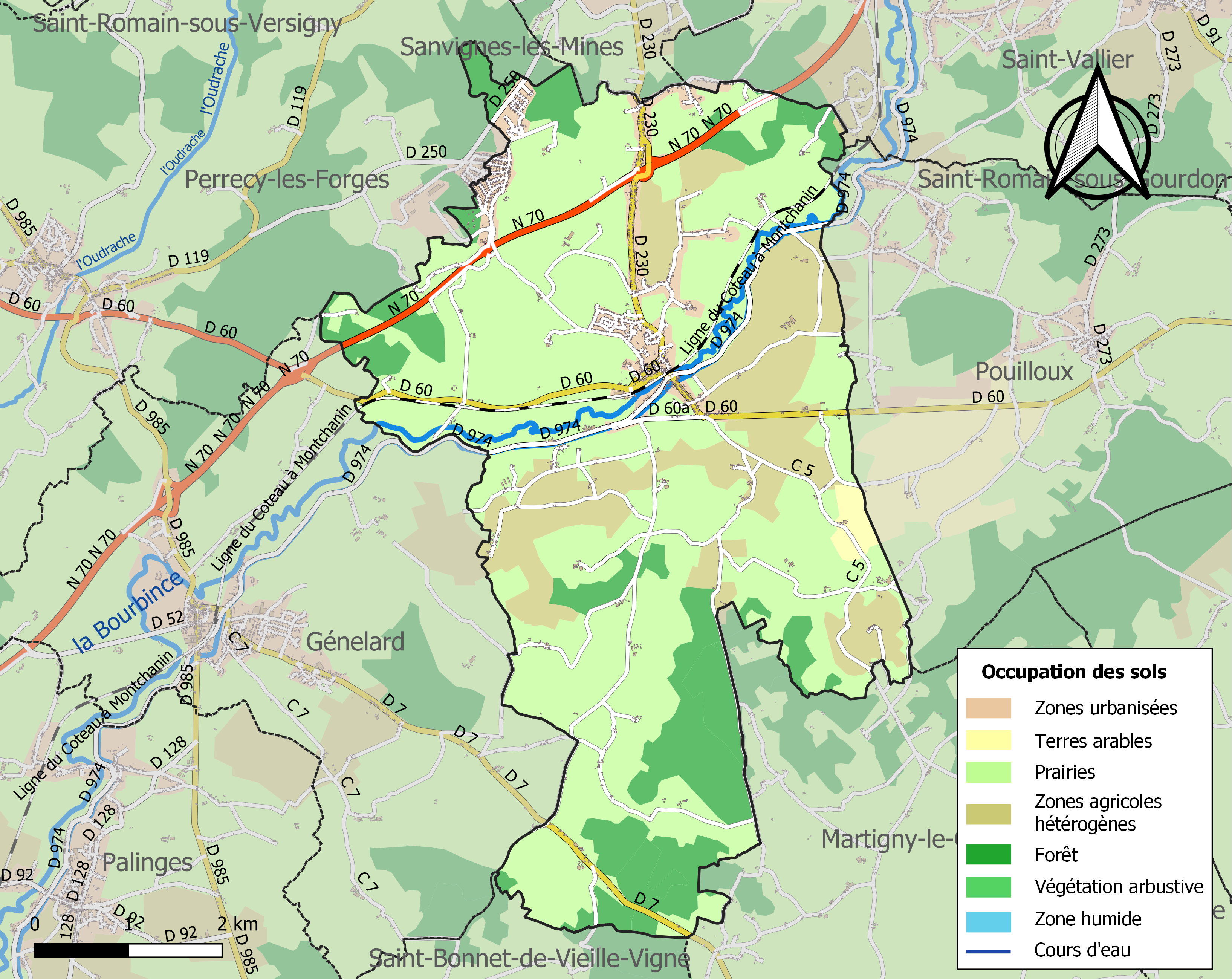
Carte des infrastructures et de l'occupation des sols de la commune en 2018 (CLC).

## Histoire
1793 : Ciry-le-Noble, dans le contexte révolutionnaire, change de nom et devient Ciry-en-Charollais.
Des mines de houille sont exploitées sur la commune au XIXe siècle et au XXe siècle,,,.

Le puits Ramus de Ciry-le-Noble.
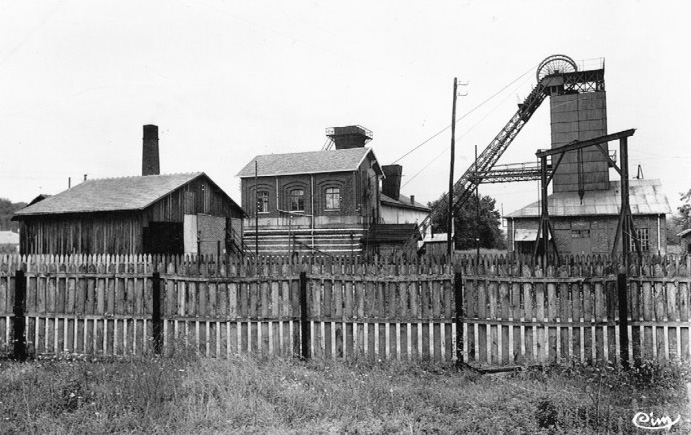
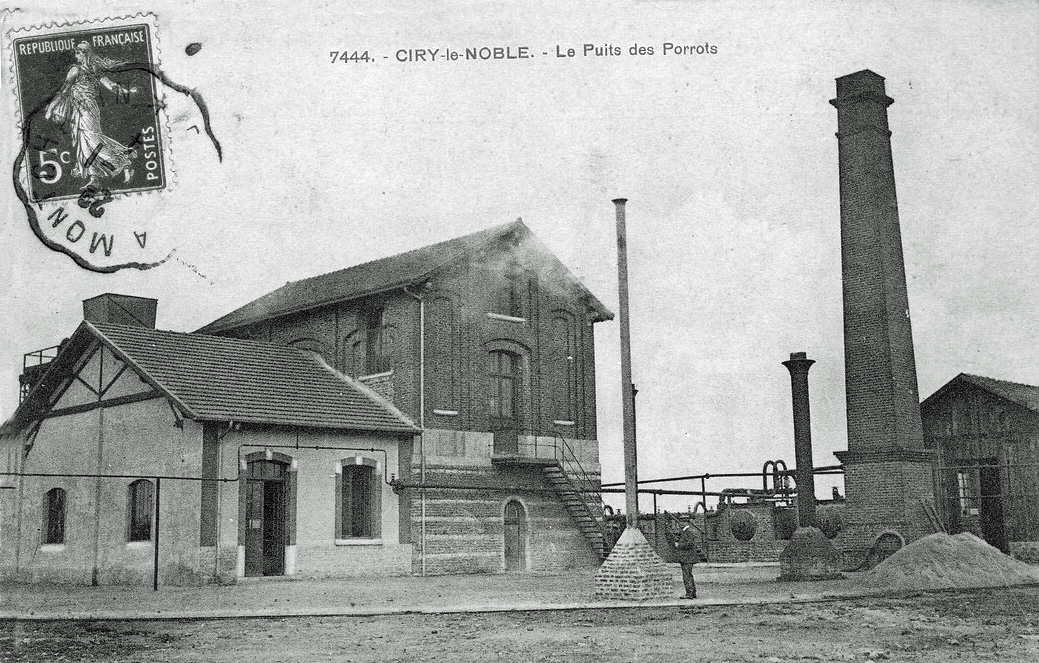

## Politique et administration

### Liste des maires
| Période                                  | Période                       | Identité                     | Étiquette | Qualité |
| ---------------------------------------- | ----------------------------- | ---------------------------- | --------- | --- |
| mars 1977                                | décembre 1986                 | François Chapuis (1912-1995) | PCF       | Ancien instituteur et directeur d'école Conseiller général de Toulon-sur-Arroux (1964 → 1982) Vice-président du conseil général (1979 → 1982) Démissionnaire |
| 1987                                     | mars 1989                     | Renée Lapray                 | PCF       | |
| mars 1989                                | mars 2001                     | Marc Bathiard, (1940-2020)   | PCF       | Ouvrier mineur retraité, maire honoraire |
| mars 2001                                | juillet 2020                  | Renée Saunier (1954- )       | DVD       | Enseignante |
| juillet 2020                             | En cours (au 11 janvier 2022) | Alain Robert (1955- )        | SE        | Retraité |
| Les données manquantes sont à compléter. |                               |                              |           | |

## Population et société

### Démographie
L'évolution du nombre d'habitants est connue à travers les recensements de la population effectués dans la commune depuis 1793. Pour les communes de moins de 10 000 habitants, une enquête de recensement portant sur toute la population est réalisée tous les cinq ans, les populations de référence des années intermédiaires étant quant à elles estimées par interpolation ou extrapolation. Pour la commune, le premier recensement exhaustif entrant dans le cadre du nouveau dispositif a été réalisé en 2008.

En 2022, la commune comptait 2 213 habitants, en évolution de −3,28 % par rapport à 2016 (Saône-et-Loire : −1,06 %, France hors Mayotte : +2,11 %).
| 1793  | 1800  | 1806  | 1821  | 1831  | 1836  | 1841  | 1846  | 1851  |
| ----- | ----- | ----- | ----- | ----- | ----- | ----- | ----- | ----- |
| 1 144 | 1 115 | 1 226 | 1 221 | 1 220 | 1 438 | 1 465 | 1 461 | 1 453 |

| 1856  | 1861  | 1866  | 1872  | 1876  | 1881  | 1886  | 1891  | 1896  |
| ----- | ----- | ----- | ----- | ----- | ----- | ----- | ----- | ----- |
| 1 500 | 1 511 | 1 523 | 1 601 | 1 581 | 1 581 | 1 711 | 1 705 | 1 804 |

| 1901  | 1906  | 1911  | 1921  | 1926  | 1931  | 1936  | 1946  | 1954  |
| ----- | ----- | ----- | ----- | ----- | ----- | ----- | ----- | ----- |
| 1 873 | 1 949 | 1 963 | 1 791 | 1 815 | 1 741 | 1 685 | 1 961 | 2 924 |

| 1962  | 1968  | 1975  | 1982  | 1990  | 1999  | 2006  | 2008  | 2013  |
| ----- | ----- | ----- | ----- | ----- | ----- | ----- | ----- | ----- |
| 3 047 | 3 166 | 2 994 | 2 915 | 2 795 | 2 475 | 2 419 | 2 403 | 2 332 |

| 2018  | 2022  | - | - | - | - | - | - | - |
| ----- | ----- | - | - | - | - | - | - | - |
| 2 262 | 2 213 | - | - | - | - | - | - | - |

## Culture locale et patrimoine

### Lieux et monuments
Le patrimoine communal comporte deux châteaux :
- le château du Sauvement (XIIIe et XVIIe siècles) ;
- le château de Limand ;
- une villa gallo-romaine ;
- des usines de céramiques du XIXe siècle, dont l'une, l'ancienne briqueterie des Touillards-Vairet-Baudot, est aujourd'hui transformée en musée.

### Personnalités liées à la commune
- Josiane Bost, née le 7 avril 1956 à Ciry-le-Noble et championne du monde de cyclisme sur route en 1977.

## Pour approfondir